# 定禅寺通

定禅寺通（じょうぜんじどおり）は、宮城県仙台市青葉区にある道路である。駅前通との変則四叉路から西公園通との丁字路までを結ぶ。仙台市の愛称命名道路のうちの1つで、公募により1982年（昭和57年）に命名された。定禅寺通の名称は江戸時代からあったが、長い大通りとなったのは戦後の戦災復興によるものである。4列のケヤキ並木を有し、青葉通と共に、杜の都と言われる仙台を象徴する道路である。しばしば都市イベントの会場ともなる。

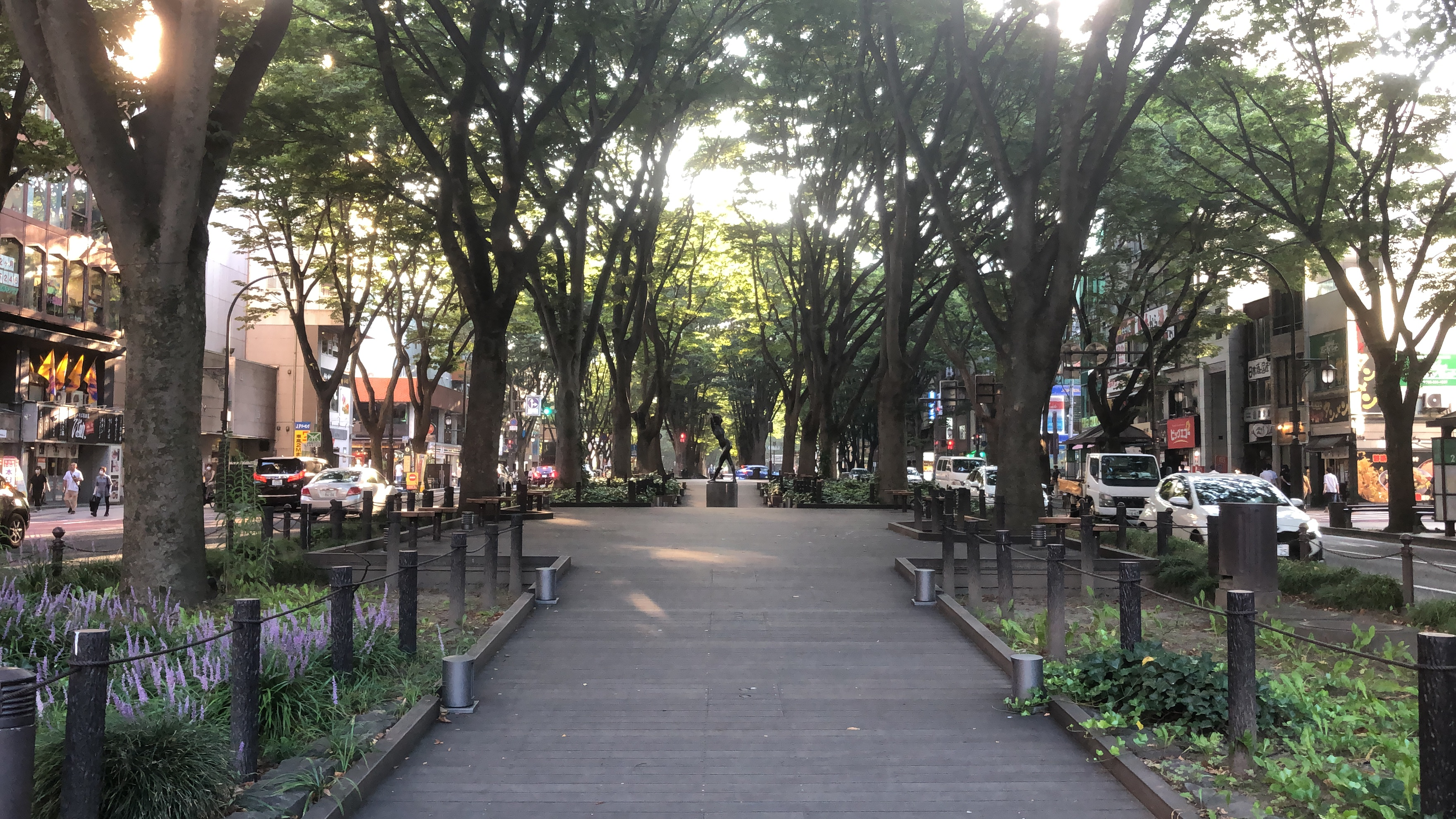
定禅寺通の中央分離帯（定禅寺通緑地）にある遊歩道（2020年8月）

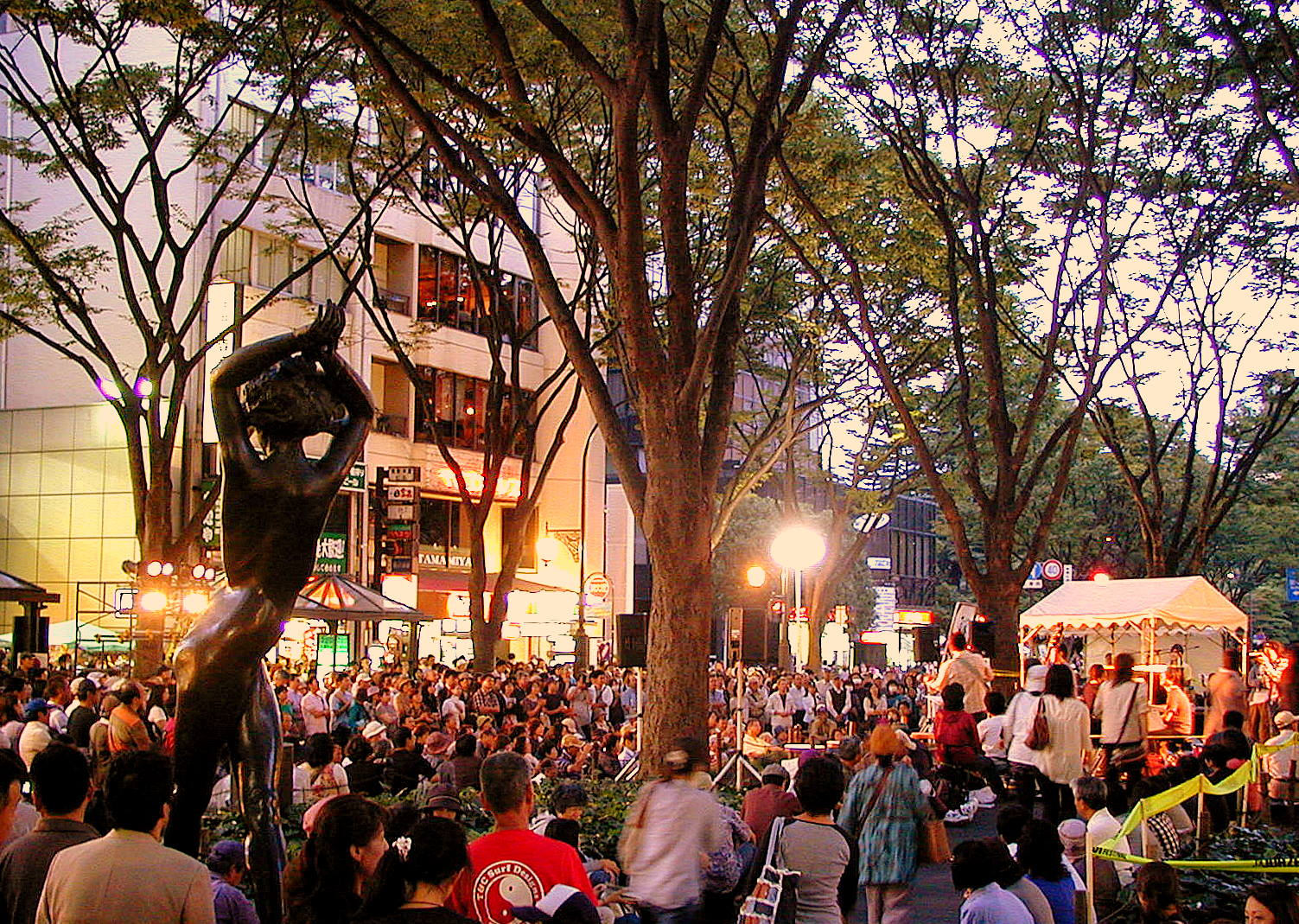
定禅寺ストリートジャズフェスティバル（2009年9月）

## 路線
一直線の道路であるが、国道と市道とに分かれる。
駅前通との連結部から錦町公園前交差点までの区間は、仙台市道青葉1141号・定禅寺通宮町線である。4車線で、中央分離帯にケヤキ1列、両側歩道各々にイチョウ1列の計3列の並木を持つ。旧町名は長丁（錦町）。
錦町公園前交差点から東二番丁定禅寺通交差点までの区間は、国道45号である。6車線で、中央分離帯にケヤキ1列、両側歩道各々にイチョウ1列の計3列の並木を持つ。小さい河岸段丘があり、東側が高い。東二番丁から東三番丁にかけてが段丘崖の坂の部分で、東三番丁から東六番丁までは段丘面の平地である。旧町名は、段丘崖下まで定禅寺通、段丘崖から東は明治中期の新設道で、段丘崖の部分を東三番丁、段丘崖上を外記丁と、各々隣接する道の町名が付けられた。
東二番丁定禅寺通交差点から市民会館前交差点までの区間は、仙台市道青葉1171号・定禅寺通線である。幅員46メートルで、中央分離帯12メートル、両側歩道7メートルずつ、6車線である。1958年（昭和33年）に植樹され、現在、道路上部を覆うほど成長した4列のケヤキ並木を持つ。遊歩道がある中央分離帯は「定禅寺通緑地」と市が名付けているが、市民には「定禅寺通グリーンベルト」などと呼ばれている 。旧町名は、一番町との交差点から国分町通との交差点まで愛称命名前の元々の定禅寺通、それより西は定禅寺通櫓丁と呼ばれた。

### 交差する道路
| 交差する道路                                                      | 交差する道路                                    | 交差点           | 路線番号                      | 道路愛称 |
| 南方向                                                            | 北方向                                          | 交差点           | 路線番号                      | 道路愛称 |
| ----------------------------------------------------------------- | ----------------------------------------------- | ---------------- | ----------------------------- | -------- |
| 市道青葉1162号西公園通線＜西公園通＞                              | 市道青葉1162号西公園通線＜西公園通＞            | 市民会館前       | 市道青葉1171号 定禅寺通線     | 定禅寺通 |
| 市道青葉1210号木町末無2号線                                       |                                                 | 市民会館前       | 市道青葉1171号 定禅寺通線     | 定禅寺通 |
| 市道青葉1209号木町末無1号線                                       |                                                 |                  | 市道青葉1171号 定禅寺通線     | 定禅寺通 |
| 市道青葉1160号木町通本材木町線 ＜本材木町通り＞                   | 市道青葉1160号木町通本材木町線 ＜北材木町通り＞ |                  | 市道青葉1171号 定禅寺通線     | 定禅寺通 |
| 市道青葉1259号区画街路南6号線                                     |                                                 |                  | 市道青葉1171号 定禅寺通線     | 定禅寺通 |
|                                                                   | 市道青葉1192号区画街路北6号線                   |                  | 市道青葉1171号 定禅寺通線     | 定禅寺通 |
| 市道青葉1159号晩翠通線＜晩翠通＞                                  | 市道青葉1159号晩翠通線＜晩翠通＞                | 春日町           | 市道青葉1171号 定禅寺通線     | 定禅寺通 |
| 市道青葉1662号国分町1号線 ＜光彩通＞                              |                                                 |                  | 市道青葉1171号 定禅寺通線     | 定禅寺通 |
|                                                                   | 市道青葉1663号国分町二日町線                    |                  | 市道青葉1171号 定禅寺通線     | 定禅寺通 |
| 市道青葉1158号国分町通線＜国分町通＞＜奥州街道＞                  |                                                 |                  | 市道青葉1171号 定禅寺通線     | 定禅寺通 |
|                                                                   | 市道青葉1665号国分町3号線                       |                  | 市道青葉1171号 定禅寺通線     | 定禅寺通 |
| 市道青葉1664号国分町2号線 ＜稲荷小路＞                            |                                                 |                  | 市道青葉1171号 定禅寺通線     | 定禅寺通 |
| 市道青葉1157号東一番丁通線 ＜東一番丁通り＞＜一番町四丁目商店街＞ | 市道青葉1172号国分町三丁目１号線                |                  | 市道青葉1171号 定禅寺通線     | 定禅寺通 |
|                                                                   | 市道青葉1174号勾当台公園西脇歩行者道線          |                  | 市道青葉1171号 定禅寺通線     | 定禅寺通 |
|                                                                   |                                                 |                  | 市道青葉1171号 定禅寺通線     | 定禅寺通 |
| 国道48号・国道286号 ＜東二番丁通り＞                              | 宮城県道22号仙台泉線 ＜勾当台通＞               | 東二番丁定禅寺通 | 国道45号                      | 定禅寺通 |
| 市道青葉1156号東三番丁線 ＜東三番丁通り＞                         | 市道青葉1175号定禅寺通県庁前線                  |                  | 国道45号                      | 定禅寺通 |
|                                                                   | 市道青葉1198号区画街路北13号線                  |                  | 国道45号                      | 定禅寺通 |
| 市道青葉1219号錦町公園西線                                        |                                                 |                  | 国道45号                      | 定禅寺通 |
|                                                                   | 市道青葉1199号区画街路北14号線                  |                  | 国道45号                      | 定禅寺通 |
| 国道45号・市道青葉1153号愛宕上杉通1号線＜愛宕上杉通＞             |                                                 |                  | 国道45号                      | 定禅寺通 |
|                                                                   |                                                 |                  | 市道青葉1141号 定禅寺通宮町線 | 定禅寺通 |
| 市道青葉1139号同心町通線＜同心町通＞                              |                                                 |                  |                               | 定禅寺通 |
| 市道青葉1138号中杉山通線＜中杉山通線＞                            |                                                 |                  |                               | 定禅寺通 |
| 市道青葉1152号駅前通線 ＜駅前通＞                                 | 市道青葉1135号光禅寺通線 ＜光禅寺通＞           |                  |                               | 定禅寺通 |
| 市道青葉1141号定禅寺通宮町線                                      |                                                 |                  |                               |          |

## 歴史
江戸時代、現在の宮城県庁前にあたる高台一帯には伊達政宗が仙台城の鬼門にあるため祈願寺に定めたと伝えられる定禅寺があり、もとはこの寺に通じる道路であったので「定禅寺通」の名があると言われている。この時代、定禅寺通および定禅寺通櫓丁（北櫓丁とも）が存在した。この頃の定禅寺通の東端は定禅寺のある高台だったが、明治時代に東へ延びて長丁（錦町）とつながり、昭和に入ると仙台市電を通すためにこの道路が整備された。
1945年（昭和20年）7月10日、仙台空襲により定禅寺通は焦土と化した。戦後の1946年（昭和21年）11月の戦災復興院告示による「戦災復興土地区画整理事業」として現在の定禅寺通の整備が始められ、このとき道路幅員が46メートルとなり、中央部には遊歩道付きの12メートル幅の緑地帯が設けられた。さらにその後の1958年（昭和33年）になると、緑地帯と両側歩道にケヤキが植えられた。1967年（昭和42年）には電線地中線化工事が完成し、通りの電柱は消えてケヤキ並木の美しさは一層引き立った。仙台市ではこのケヤキ並木を50年保存樹林に指定し、緑の保全に特に力を入れている。1977年（昭和52年）には、「彫刻のあるまちづくり」事業を加え、国内外の著名な彫刻作品を導入し遊歩道に設置した。1982年（昭和57年）5月、仙台市により道路愛称として公式に定禅寺通が制定された。
沿道のせんだいメディアテークの建設に合わせ、1999年（平成11年）から2001年（平成13年）8月にかけて「定禅寺通シンボルロード整備事業」による工事が行われた。この事業により、定禅寺ストリートジャズフェスティバルに対応した小ステージが設置された。また、SENDAI光のページェントに対応して中央緑道連続化（スクランブル交差点化）工事が行われて「Starlight Road 光の歩道」が開催可能になり、さらに、電線地中化と中央緑道への電源コンセントの設置も行われ、電飾設置費用の圧縮が可能になるなど、定禅寺通で開催される文化芸術活動をハード面で支える仕組みが整えられた。

## 特徴

### ケヤキ並木

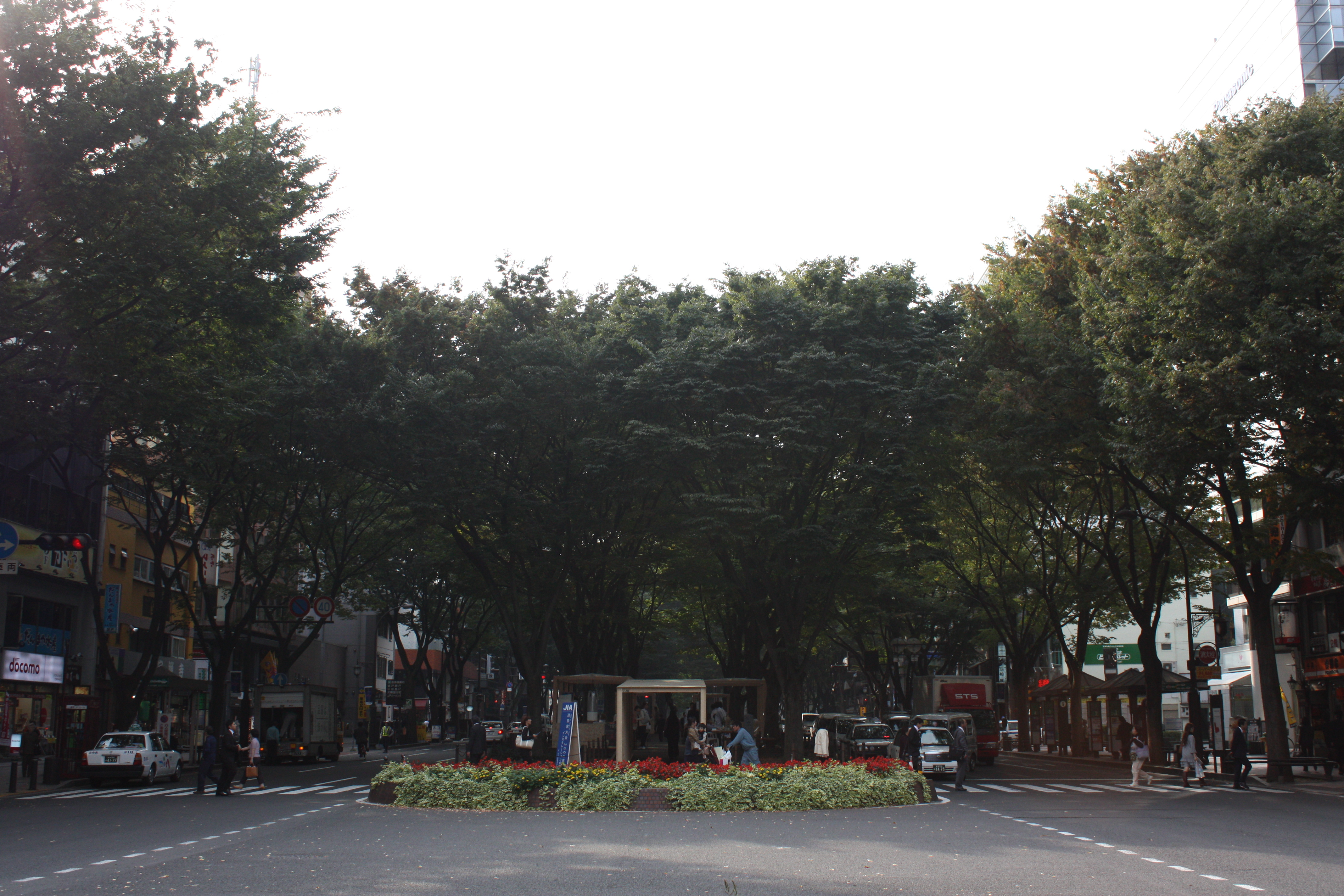
定禅寺通（2008年10月）
中央2列のケヤキ並木は中央分離帯（定禅寺通緑地）に植えられており、遊歩道も整備されている

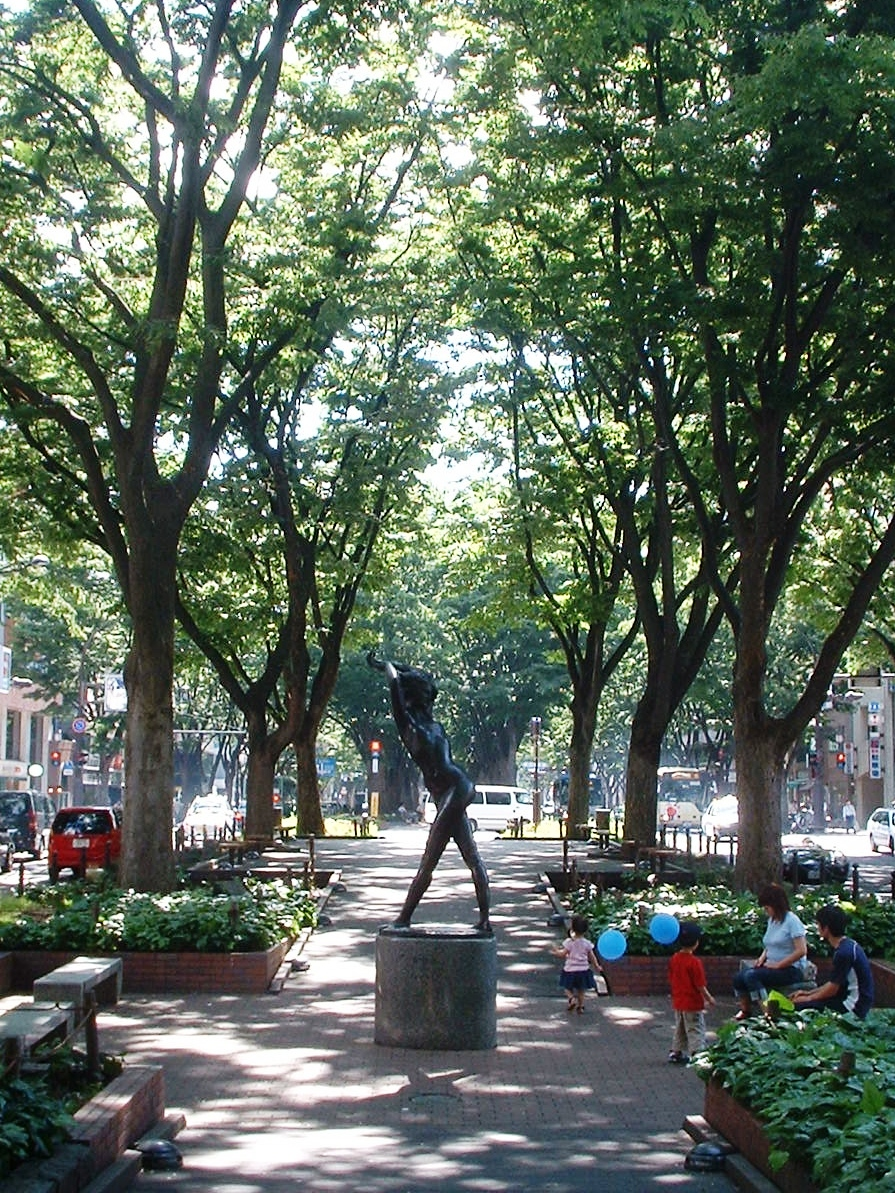
エミリオ・グレコ作「夏の思い出」

ジャコモ・マンズー作「オデュッセウス」（SENDAI光のページェント開催中の様子）

勾当台公園から仙台市民会館にかけての区間には、ケヤキの街路樹が通りの両脇の歩道にそれぞれ1列ずつ、中央分離帯の定禅寺通緑地に2列、計4列に並んでおり、枝葉が通りの上部の全てを覆っている。道路標識や信号機が葉に隠れないようケヤキは下枝が刈られており、葉の生い茂る高さは周辺ビルの3階から5階辺りとなっている。このため、冬季以外、定禅寺通のケヤキ並木は天井の高い緑のアーケードのような状態となり、少々の雨では歩いていても濡れることはない。また、冬季の光のページェントの際には光のトンネルのような状態となる。春の新緑、夏の濃い樹影、秋の紅葉から落葉へと都会の中での四季の移り変わりを見ることができ、その景観の美しさから、日本の道100選に選ばれているほか、読売新聞社選定の「新・日本街路樹100景」（1994年）のひとつに選定されている。
この区間の中央分離帯（定禅寺通緑地）には、2列のケヤキ並木の間に遊歩道が整備されている。遊歩道の舗装については、東一番丁通から国分町通までの区間はウッドデッキ様、それより西の区間は土である。この遊歩道沿いにはベンチが設置されている他、定禅寺ストリートジャズフェスティバルの際に使われる小さな舞台が複数設置されている。この遊歩道には、他に3体の彫刻（ヴェナンツォ・クロチェッティ作「水浴の女」、ジャコモ・マンズー作「オデュッセウス」、エミリオ・グレコ作「夏の思い出」）が設置され、西端には噴水が設置されている。両脇の歩道には特別なものは設置されていないが、ケヤキを囲む柵がパイプベンチとなっている。

### イベント会場として
定禅寺通はしばしばイベント会場として用いられている。そのため、交通規制が敷かれることもある。
5月の仙台青葉まつり、8月の仙台七夕祭り、10月のみちのくYOSAKOIまつりにおいては、定禅寺通が路上パフォーマンスやパレードの舞台となる。また、9月の定禅寺ストリートジャズフェスティバルでは、この通りを中心に小さな街角野外ライブが市内中心部の至るところで多数開かれる。12月のSENDAI光のページェントでは、ケヤキ並木に電飾が施される。
また、春の仙台国際ハーフマラソンのランナー、秋の大学女子駅伝（杜の都駅伝）のアンカーが最後に走る区間としても利用されている。

## 沿道

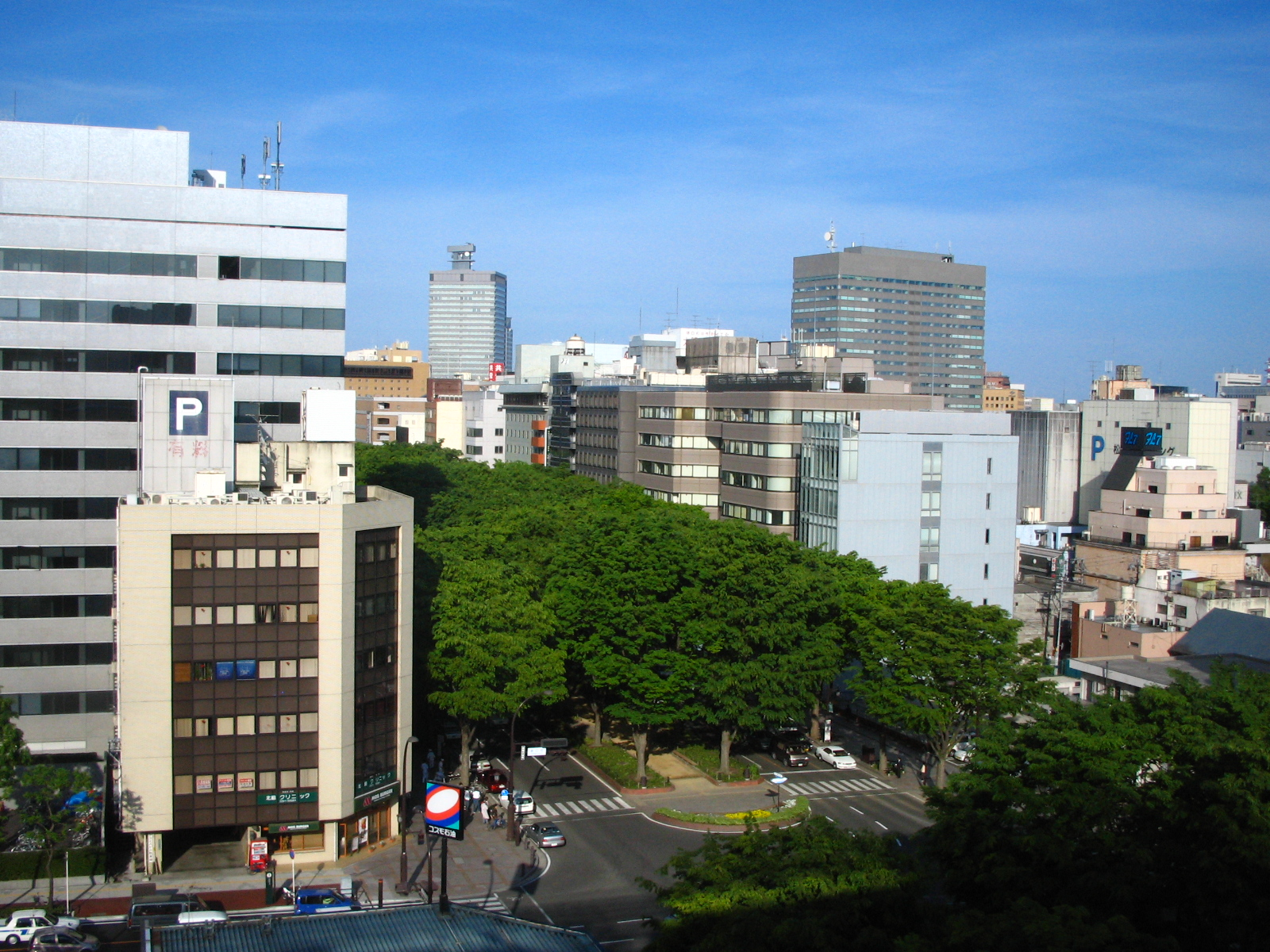
せんだいメディアテークから見た定禅寺通
（2007年5月）

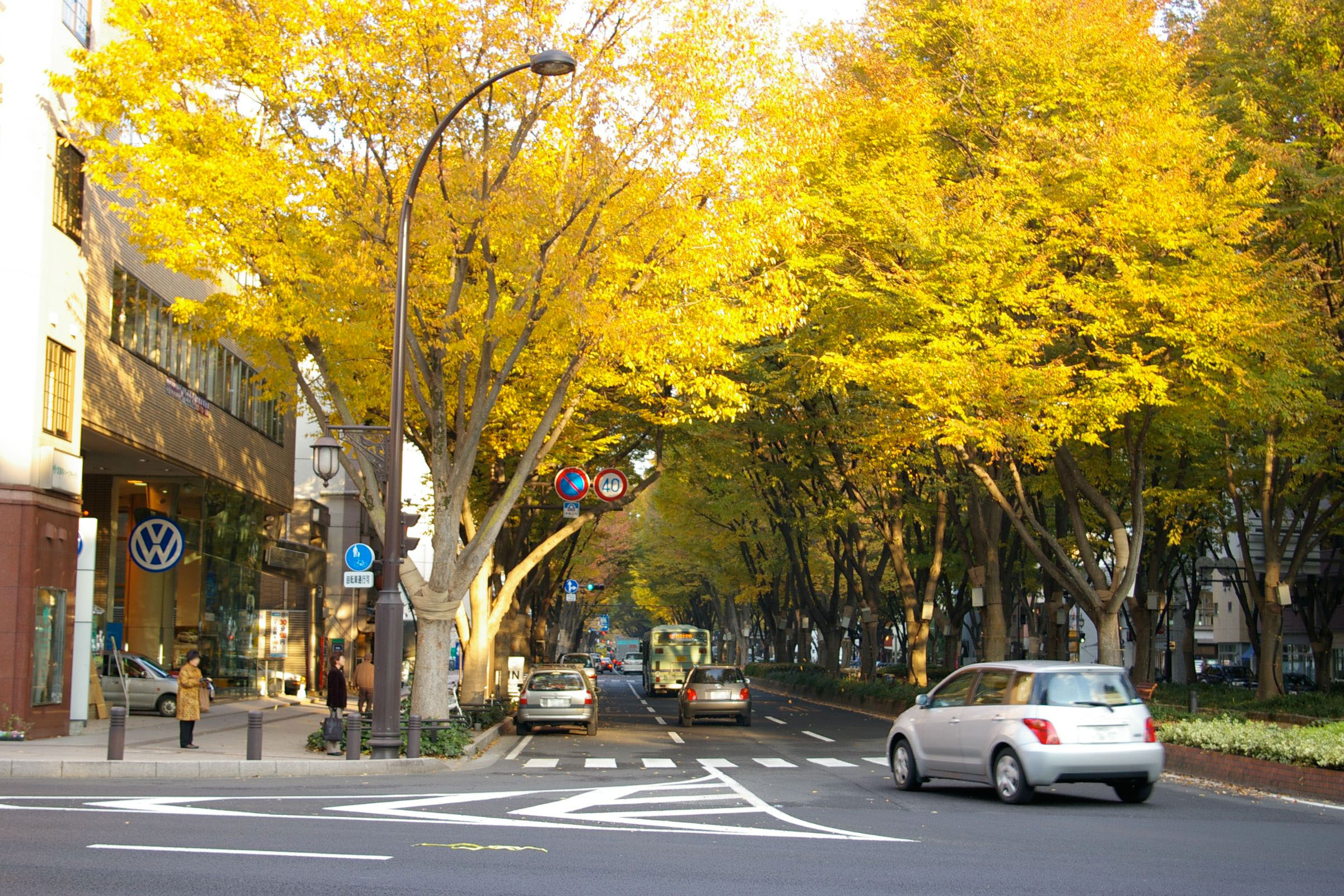
紅葉の定禅寺通

### 東二番丁通より東
沿道には、ホテルやオフィスビルの間に旧来からの地元商店が並んでいる。この区間では、両側歩道の街路樹がイチョウ並木であるため、通りの上部は樹木の枝葉で完全には覆われてはいない。中央分離帯のケヤキは、かつて通っていた仙台市電の廃止後に植えられたものである。
- 仙台第二合同庁舎（東北総合通信局など）
- NHK仙台放送会館
- 錦町公園
- きらやか銀行仙台支店（旧殖産銀行仙台支店）

### 東二番丁通との交差点周辺
勾当台公園と一体化した部分。公園の中には、1987年（昭和62年）に開業した仙台市地下鉄の勾当台公園駅があり、県庁や市役所への出入り口になっている。勾当台公園駅は東二番丁定禅寺通交差点の真下に位置している。
- 勾当台公園
- 勾当台公園駅（公園1、公園2出入口など）
- 仙台市道路元標

### 東二番丁通より西
沿道には飲食店が多い。また、宮城県民会館やオフィスビルが立ち並ぶ。晩翠通よりも西は、以前は店舗があまり無かったが、服飾、デザイン、エンターテインメントなどの専門学校や美術大学の予備校が近くにあって、沿道に仙台美術協会のギャラリーやせんだいメディアテークが出来たことで芸術系のハイセンスな商品を売る店舗やデザイン系の事務所が集まりだし、周囲にはカフェや飲食店も出店し始めた。芸術系の専門学校の学生は、この地区で行われる様々なイベントにボランティアで参加し、イベントの質向上に寄与している。
沿道両脇のビルはハーフミラーのガラスを使用している例が多く、ケヤキ並木の緑や、光のページェントの際の電飾が映え、実際の道の広さ以上に視覚的な広がりが出ている。また、沿道のビルでは一部をセットバックしたり、ポケットパークを設置したりしており、定禅寺ストリートジャズフェスティバルの際に街角ステージとしても利用されている。
- 西公園
- 仙台市民会館
- せんだいメディアテーク
- （NHK文化センター仙台）
- 東京エレクトロンホール宮城
- Date fm定禅寺通スタジオ
- 一番町アーケード
- 仙台三越・定禅寺通館
- 仙台定禅寺ビル
  - 福島銀行仙台支店

## 関連番組
定禅寺通から名称をとった番組
- 仙台放送『定禅寺家の人々』（1999年4月15日～2006年9月28日）
- NHK仙台放送局『大好き♡東北 定禅寺しゃべり亭』（2019年4月6日～）

定禅寺通自体を題材にした番組
- 東日本放送『杜の都 定禅寺通物語[13]』（2006年7月1日）
- NHK『並木 誇らしく ～宮城県仙台市 定禅寺通～[14]』（「小さな旅」の特集。NHK総合：2008年1月6日、1月12日。BShi：1月10日）

※ 定禅寺通で行われるイベントの番組については、SENDAI光のページェント、定禅寺ストリートジャズフェスティバルなどを参照。